# 傑森·霍爾特
傑森·霍爾特（英語：Jason Holt；1993年2月19日—）是一位蘇格蘭足球運動員。在場上的位置是中場。他現在效力於蘇格蘭足球冠軍聯賽球隊流浪者足球俱乐部。他也代表蘇格蘭各級青年國家隊參賽。